# Bound for Glory (2024)
Bound for Glory 2024 fue la vigésima edición de Bound for Glory, un evento pago por visión de lucha libre profesional producido por Total Nonstop Action Wrestling. Tuvo lugar el 26 de octubre de 2024 desde el Wayne State Fieldhouse en Detroit, Míchigan.
El evento contó con la participación de luchadores perteneciente a la marca NXT de WWE y de la empresa Lucha Libre AAA Worldwide (AAA) de México, ya que TNA tiene asociaciones con las respectivas promociones.

## Producción
Bound for Glory es un evento PPV (pago por visión) de lucha libre profesional producido por TNA. El evento fue creado en 2005 para servir como el evento PPV insignia de la compañía, similar a WrestleMania de WWE, en el que los luchadores compitieron en varios tipos de combates de lucha libre profesional en lo que fue la culminación de muchas disputas e historias que ocurrieron durante el año calendario. En el episodio del 8 de agosto de 2024 de TNA Impact!. Se anunció que TNA celebrará su evento PPV Bound for Glory 2024 en el Wayne State Fieldhouse el 26 de octubre de 2024 en Detroit, Michigan.

## Resultados
- Pre-Show: Ash By Elegance & Heather Reckless (con The Personal Concierge) derrotaron a Brinley Reece & Xia Brookside.
  - Ash cubrió a Reece después de un «Rarified Air».
  - Durante la lucha, The Personal Concierge interfirió a favor de Ash y Reckless.
- Pre-Show: Frankie Kazarian derrotó a Rhino y ganó el Call Your Shot Gauntlet Match.
  - Kazarian cubrió a Rhino después de un «Low Blow».
- Mike Bailey derrotó a El Hijo del Vikingo y retuvo el Campeonato de la División X de TNA.
  - Bailey cubrió a Vikingo después de un «Super Green Tea Plunge».
- Spitfire (Dani Luna & Jody Threat) derrotaron a Rosemary & Wendy Choo y retuvieron el Campeonato Mundial de Knockouts en Parejas de TNA.
  - Luna cubrió Choo después de un «Powerbomb Neckbreaker».
  - Después de la lucha, Rosemary atacó a Choo con una «Spear».
- Josh Alexander derrotó a Steve Maclin.
  - Alexander forzó a Maclin a rendirse con un «Ankle Lock».
- PCO derrotó a Matt Cardona en un Monster's Ball Match y retuvo el Campeonato de los Medios Digitales de TNA y el Campeonato Internacional de Peso Pesado.
  - PCO cubrió a Cardona después de un «PCO Sault».
- Mike Santana derrotó a Moose.
  - Santana cubrió a Moose después de un «Spin the Block».
  - Durante la lucha, JDC interfirió a favor de Moose.
- Masha Slamovich derrotó a Jordynne Grace y ganó el Campeonato Mundial de Knockouts de TNA.
  - Slamovich cubrió a Grace después de un «Snow Plow».
- Nic Nemeth derrotó a Joe Hendry (con Frankie Kazarian como árbitro especial invitado) y retuvo el Campeonato Mundial de TNA.
  - Nemeth cubrió a Hendry después de un «Danger Zone».
  - Durante la lucha, JBL atacó a Kazarian, Hendry y Ryan Nemeth.
- The Hardys (Matt Hardy & Jeff Hardy) derrotaron a The System (Eddie Edwards & Brian Myers) (c) y ABC (Ace Austin & Chris Bey) en un Full Metal Mayhem Match y ganaron el Campeonato Mundial en Parejas de TNA. 
  - The Hardys ganaron la lucha después de descolgar los títulos.
  - Durante la lucha, Alisha interfirió a favor de The System.

## Call Your Shot Gauntlet: entradas y eliminaciones

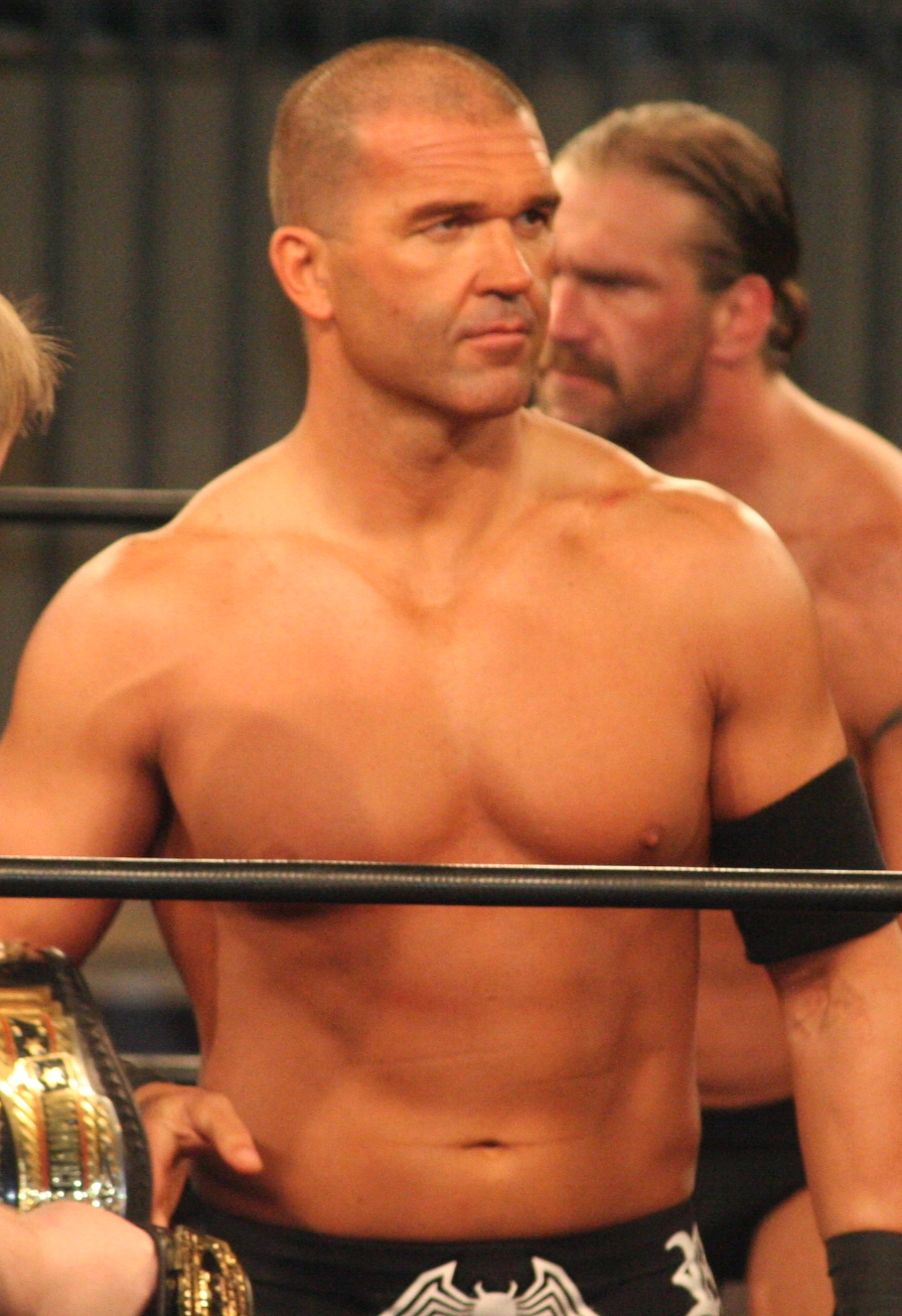
Frankie Kazarian, ganador del Call Your Shot Gauntlet Match.

El color turquesa ██ indica las luchadoras de la división Knockouts, y gris ██ indica los luchadores que pertenecen al TNA Hall of Fame.
| N.º | Entrada          | Orden | Eliminado por  | Eliminaciones |
| --- | ---------------- | ----- | -------------- | ------------- |
| 1   | Frankie Kazarian | –     | Ganador        | 2             |
| 2   | Zachary Wentz    | 16    | Francis y Jake | 3             |
| 3   | Jake Something   | 15    | Wentz          | 2             |
| 4   | Trey Miguel      | 2     | Hammerstone    | 0             |
| 5   | Hammerstone      | 3     | Wentz          | 2             |
| 6   | Rohit Raju       | 4     | Rhino          | 0             |
| 7   | Laredo Kid       | 1     | Hammerstone    | 0             |
| 8   | Sami Callihan    | 7     | Rhino          | 0             |
| 9   | John Skyler      | 6     | Rhino          | 0             |
| 10  | Bhupinder Gujjar | 5     | Rhino          | 0             |
| 11  | Trent Seven      | 13    | Francis        | 0             |
| 12  | KC Navarro       | 9     | Wentz          | 0             |
| 13  | Rhino            | 19    | Kazarian       | 6             |
| 14  | Tasha Steelz     | 8     | Lee            | 0             |
| 15  | Léi Ying Lee     | 10    | Kazarian       | 1             |
| 16  | Jason Hotch      | 14    | Jake           | 0             |
| 17  | Leon Slater      | 11    | JDC            | 0             |
| 18  | Jonathan Gresham | 12    | Francis        | 0             |
| 19  | JDC              | 17    | Rhino          | 0             |
| 20  | A.J. Francis     | 18    | Rhino          | 3             |

1. ↑  Jake ya estaba eliminado